# Arena da Amazônia
Arena Amazônia är en fotbollsarena i Manaus, Amazonas, Brasilien. Arenan färdigställdes runt årsskiftet 2013/2014, inför världsmästerskapet i fotboll 2014. Den har en läktarkapacitet på upp till 46 000 åskådare.

## Historik

### Bakgrund
Arenan började byggas 2009, efter att multifunktionsarenan Vivaldão hade rivits för att ge plats åt den nya arenan. Bygget av den stora arenan i Manaus har motiverats med att det ska sätta Manaus på kartan. Kostnaden för arenan är motsvarande två miljarder kronor, och bygget har med sin korgliknande struktur av sammanflätat stål vissa likheter med Pekings olympiastadion Fågelboet.

### VM 2014
Under 2014 års fotbolls-VM används arenan till fyra gruppspelsmatcher. Det gäller England–Italien 14 juni, Kamerun-Kroatien 18 juni, USA–Portugal 22 juni samt Honduras–Schweiz 25 juni. Matchen mellan de båda före detta världsmästarnationerna den 18 juni har i internationell press omnämnts som "Rumble in the Jungle", med referens till 1974 års kamp om tungviktstiteln i boxning mellan Joe Frazier och Muhammad Ali. Värmen, den höga luftfuktigheten (Manaus har ett tropiskt regnskogsklimat) och tillståndet för gräsmattan i arenan har varit omdebatterade ämnen.

### OS 2016
Amazônia är spelplan för en del gruppspelsmatcher i fotboll under Olympiska sommarspelen 2016.

## Kritik
Manaus är huvudstad i delstaten Amazonas och centrum i en expansiv region som dock än så länge är i princip väglöst land. Röster både inom och utom Brasilien har ifrågasatt värdet av en arena i en stad som saknar ett elitlag i fotboll. Det finns fyra fotbollsklubbar i Manaus, varav Nacional numera har Arena Amazônia som hemmaplan. Ingen av klubbarna har dock några större meriter, och de har i vanliga fall något tusental åskådare på sina ligamatcher i lägre divisioner.

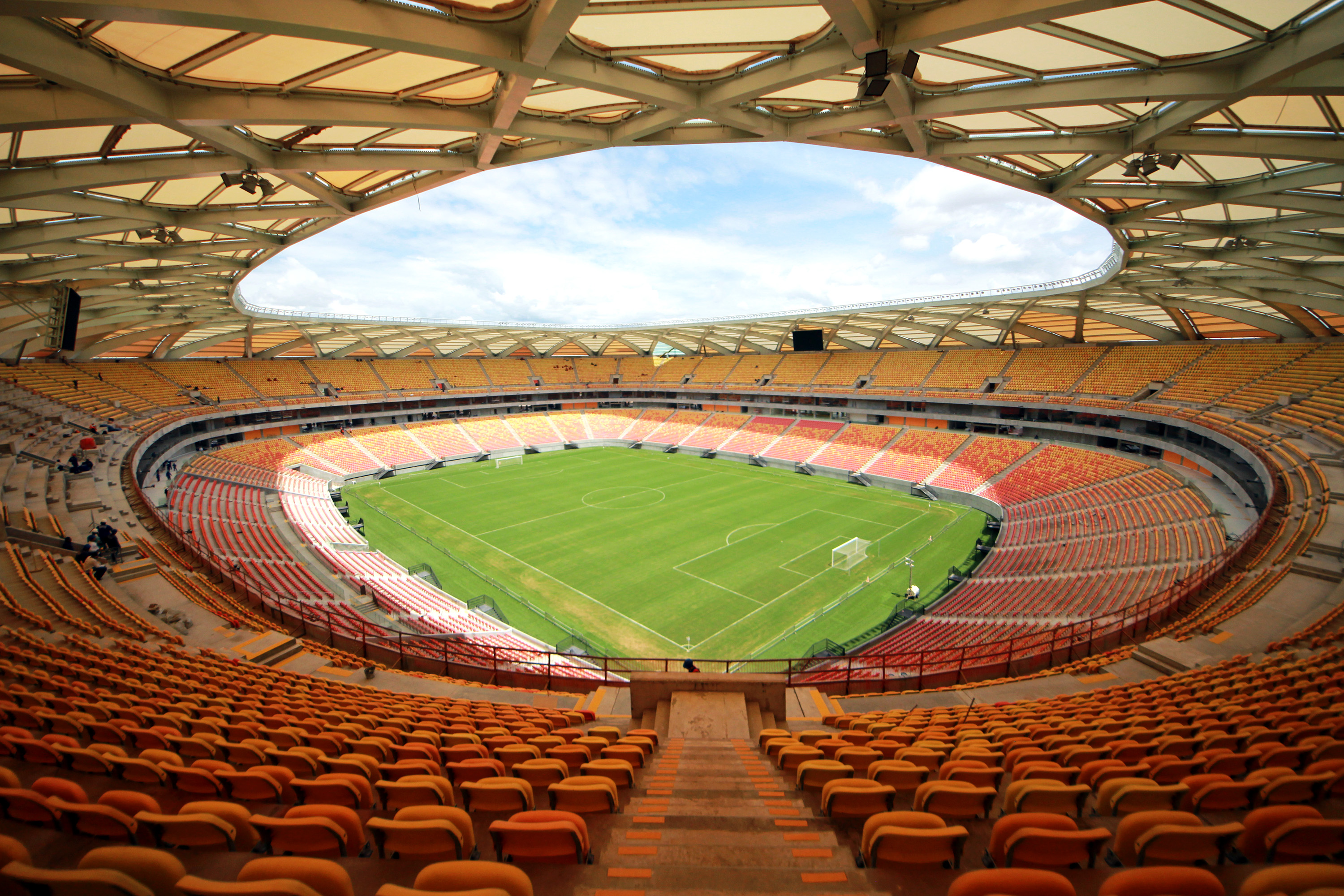
Arena Amazônias inre, januari 2014. Så dags pågick utplaceringen av läktarens sittplatser.

Arenan har setts som ett exempel på en vit elefant, en dyr satsning som sagts förhindra projekt på att avhjälpa sociala problem i regionen.

## Källhänvisningar
1. ↑  http://www.sfgate.com/news/article/Work-continues-after-death-at-World-Cup-stadium-5221240.php
2. ↑  ”Arena da Amazonia (Vivaldão)” (på engelska). http://stadiumdb.com/constructions/bra/arena_da_amazonia. Läst 4 mars 2013.
3. ↑  ”Manaus pode ganhar moderna arena poliesportiva para a Copa de 2014” (på portugisiska). 4 februari 2009. Arkiverad från originalet den 31 december 2012. https://archive.is/20121231171529/http://governo-am.jusbrasil.com.br/politica/1440409/manaus-pode-ganhar-moderna-arena-poliesportiva-para-a-copa-de-2014. Läst 4 mars 2013.
4. 1 2  Andersson, Tord (2014-06-09): "Vem vinner VM i slöseri?". Arkiverad 14 juli 2014 hämtat från the Wayback Machine. Dagbladet.se. Läst 14 juni 2014.
5. ↑  Davies, Wyre (2013-11-26): "Brazil venues struggle to meet World Cup deadline". Bbc.com. Läst 14 juni 2014. (engelska)
6. ↑  ”WM-Spielort Manaus vor dem "Rumble in the Jungle"”. Welt.de. Läst 14 juni 2014. (tyska)
7. ↑  Lindblad, Anders (2014-06-14): " England slår ur underläge". Svd.se. Läst 14 juni 2014.
8. ↑   Henrik Brandão Jönsson (2014-06-08): "Här bor förlorarna i spelet om miljarderna". DN.se. Läst 14 juni 2014.